# ريتشارد كارتر
ريتشارد كارتر (بالإنجليزية: Richard Carter)‏ هو ممثل أسترالي، ولد في 11 ديسمبر 1953 بسيدني في أستراليا.

## أعمال

### أفلام
- (2011) الأقدام المرحة 2
- (2015)  فيوري رود[3][4][5][6][7]

## وصلات خارجية
- ريتشارد كارتر على موقع IMDb (الإنجليزية)
- ريتشارد كارتر على موقع قاعدة بيانات الفيلم (الإنجليزية)